# RG-35
Le RG-35 est un véhicule sud-africain de type MRAP, développé par Land Systems OMC, une filiale de BAE Systems. Le RG-35 a été introduit en 2009 en tant que véhicule 6x6, et une version 4x4 était également en cours de développement, les concepteurs ayant l'intention d'en faire une nouvelle famille de véhicules. Décrit par BAE Systems comme une « nouvelle classe de véhicule » combinant les capacités d'un véhicule 4x4 protégé contre les mines et d'un véhicule de combat 8x8, le RG-35 peut être utilisé dans divers rôles, notamment celui de commandement, d'ambulance ou de dépannage.
Sa grande capacité de charge utile permet d'ajouter un blindage supplémentaire au RG-35, qui peut offrir une protection jusqu'au niveau 4 du STANAG 4569 ce qui lui permet de resister à 22 tirs de 14,5 mm ou l'explosion d'une mine contenant 10 kg d'explosif. Il est propulsé par un moteur diesel Cummins, mais il peut également accueillir une propulsion électrique hybride. Le véhicule peut être équipé de tourelles à canon léger ou moyen, lui permettant d'être équipé d'une large gamme d'armes.

## Histoire
Land Systems OMC, une subdivision de BAE Systems en Afrique du Sud, a commencé le développement du RG-35 début 2008 en tant qu'initiative privée. Basé sur la gamme RG existante de BAE Systems comprenant le RG-31 Nyala, le RG-32 Scout et le RG-33. Il était destiné à être un MRAP qui pourrait offrir un haut niveau de protection, une charge utile élevée ainsi qu'un niveau élevé de mobilité pour traverser le terrain hostile du pays. Le développement du véhicule a été achevé en un an et il a été dévoilé au public en septembre 2009 lors du salon Defense Systems and Equipment International (DSEi) à Londres. BAE Systems l'a décrit comme une combinaison d'un véhicule 4x4 protégé contre les mines et d'un véhicule de combat 8x8, le qualifiant de nouvelle classe de véhicule révolutionnaire. Le RG-35 présenté au DSEi était la version standard 6x6. Cependant, BAE Systems développe également une version 4x4, dans le but de faire du RG-35 une nouvelle famille de véhicules. La version 4x4 devait devenir opérationnelle d'ici fin 2010, elle a été présentée au public à l'Eurosatory 2012,. La société a exprimé sa confiance dans l'obtention de commandes pour le RG-35, et il a été spéculé qu'il pourrait être soumis au projet de véhicule de patrouille léger protégé de l'armée britannique  ainsi qu'au projet Sepula de l'armée sud-africaine., qui cherche à remplacer leurs véhicules blindés de transport de troupes Casspir et Mamba,.

## Caractéristiques
Il est équipé d'un moteur diesel Cummins couplé à une transmission automatique ZF. Ce bloc d'alimentation est monté sur le côté du véhicule plutôt que sur le montage traditionnel à l'avant ou à l'arrière. Il peut être remplacé en 30 minutes, et ce positionnement du bloc d'alimentation permet également plus d'espace interne. Tous les systèmes principaux du véhicule sont protégés par un blindage et il contient également un double système de climatisation. Le RG-35 est également conçu pour s'adapter facilement à la propulsion électrique hybride.
Le RG-35 peut être équipé de tourelles légères ou moyennes ainsi que d'armes à tir indirect. Cela permet l'utilisation d'une large gamme d'armes, notamment des mitrailleuses de 12,7 mm et de canon allant jusqu'au 20 mm. Sa capacité de charge utile est 15 t, ce qui permet également d'ajouter un blindage supplémentaire  de 120 mmsans réduire les performances. Le RG-35 peut être transporté dans un Airbus A400M ou un avion plus gros.